# Citharexylum suberosum
Espèce
Statut de conservation UICN

 VU B1+2c, D2 : Vulnérable
Citharexylum suberosum est une espèce de plante du genre Citharexylum de la famille des Verbenaceae.